# Earlville (Nova York)
Earlville és una població dels Estats Units a l'estat de Nova York. Segons el cens del 2000 tenia 791 habitants.

## Demografia
Segons el cens del 2000, Earlville tenia 791 habitants, 298 habitatges, i 219 famílies. La densitat de població era de 282,8 habitants/km².
Dels 298 habitatges en un 36,2% hi vivien nens de menys de 18 anys, en un 55,4% hi vivien parelles casades, en un 13,8% dones solteres, i en un 26,2% no eren unitats familiars. En el 20,5% dels habitatges hi vivien persones soles el 8,4% de les quals corresponia a persones de 65 anys o més que vivien soles. El nombre mitjà de persones vivint en cada habitatge era de 2,65 i el nombre mitjà de persones que vivien en cada família era de 3,03.
Per edats la població es repartia de la següent manera: un 27,2% tenia menys de 18 anys, un 7,3% entre 18 i 24, un 27,7% entre 25 i 44, un 24,4% de 45 a 60 i un 13,4% 65 anys o més.
L'edat mediana era de 38 anys. Per cada 100 dones de 18 o més anys hi havia 87 homes.
La renda mediana per habitatge era de 32.500 $ i la renda mediana per família de 33.654 $. Els homes tenien una renda mediana de 27.381 $ mentre que les dones 24.038 $. La renda per capita de la població era de 15.383 $. Entorn del 9% de les famílies i l'11,8% de la població estaven per davall del llindar de pobresa.